# الیت (مجموعه تلویزیونی)
اِلیت (اسپانیایی: Élite‎، با استایل E L I T Ǝ) یک مجموعه تلویزیونی مهیج و درام نوجوان از نت‌فلیکس است که دربارهٔ یک مدرسه خیالی مخصوص نخبگان است. داستان درباره سه نوجوان از طبقه متوسط محصل در این مدرسه است که بورس شده‌اند اما دیگر دانش آموزان به خاطر ثروت خانواده در این مدرسه تحصیل می‌کنند. از بازیگران این سری به ماریا پدراسا، میگل هران و ارون پیپر می‌توان اشاره کرد. 
الیت مفاهیم و مضامین مرتبط با درام‌های نوجوان را نشان می‌دهد، اما همچنین دارای موضوعات مترقی‌تر و سایر جنبه‌های کلیشه‌ای آن است. اینها شامل بسیاری از موضوعات متنوع جنسی است. از نظر ساختاری، این مجموعه از یک طرح فلاش به جلو استفاده می‌کند که شامل یک عنصر رمز و راز است؛ هر فصل در دو برهه زمانی انجام می‌شود.
فصل اول، متشکل از هشت قسمت، در ۵ اکتبر ۲۰۱۸ از شبکه نتفلیکس منتشر شد. نظرات مثبت منتقدان و مخاطبان را دریافت کرد. بسیاری از این مجموعه را «لذت‌بخش خجالت آور» (guilty pleasure) خواندند و تحریریه، بازیگری و نمایش مضامین بالغ را تحسین کردند. در اکتبر ۲۰۱۸، این سریال برای فصل دوم تمدید شد، که در ۶ سپتامبر ۲۰۱۹ منتشر شد. فصل سوم در اوت ۲۰۱۹ تمدید شد و در ۱۳ مارس ۲۰۲۰ منتشر شد. در ماه مه ۲۰۲۰ و فوریه ۲۰۲۱، نتفلیکس این مجموعه را برای فصل چهارم و پنجم تمدید کرد. فصل چهارم در ۱۸ ژوئن ۲۰۲۱ اکران شد و فصل پنجم آن در سال
آوریل ۲۰۲۲ منتشر شد. در اکتبر ۲۰۲۱ نتفلیکس سریال را برای فصل ششم تمدید کرد که در ۱۸ نوامبر ۲۰۲۲ منتشرشد و سریال برای فصل ۷ تمدید شد. این سریال پس از ٨ فصل به پایان رسید.